# Тауфік Хідаят
Тауфік Хідаят (індонез. Taufik Hidayat; нар. 10 серпня 1981, Бандунг, провінція Західна Ява, Індонезія) — індонезійський бадмінтоніст, олімпійський чемпіон та чемпіон світу.

## Спортивні досягнення
Виступає в одиночному розряді. На Олімпійських іграх 2004 року в Афінах здобув золоту нагороду, перемігши у фіналі південнокорейського спортсмена Сон Син Мо. Брав участь в Олімпійських іграх 2000 року (5 місце) та Пекінській Олімпіаді (17 місце).
Тауфік Хідаят також став чемпіоном світу, вигравши у фіналі чемпіонату світу з бадмінтону 2001 року у китайського бадмінтоніста Лінь Даня. Крім того, має в своєму здобутку одну срібну та дві бронзові нагороди чемпіонатів світу.

## Громадська діяльність
В Індонезії, на захід від Джакарти, за ініціативи та підтримки Тауфіка Хідаята, йде будівництво масштабного спортивного комплексу «Taufik Hidayat Arena». Планується, що Арена Тауфіка Хідаята стане одним з найкращих бадмінтонних центрів у світі. Відкриття сортивної споруди було заплановане на 2012 рік.